# Can Camp (Caldes de Montbui)
|  | Per a altres significats, vegeu «Can Camp». |

Can Camp és una masia situada al municipi de Caldes de Montbui, a la comarca catalana del Vallès Oriental.